# アバント (列車)

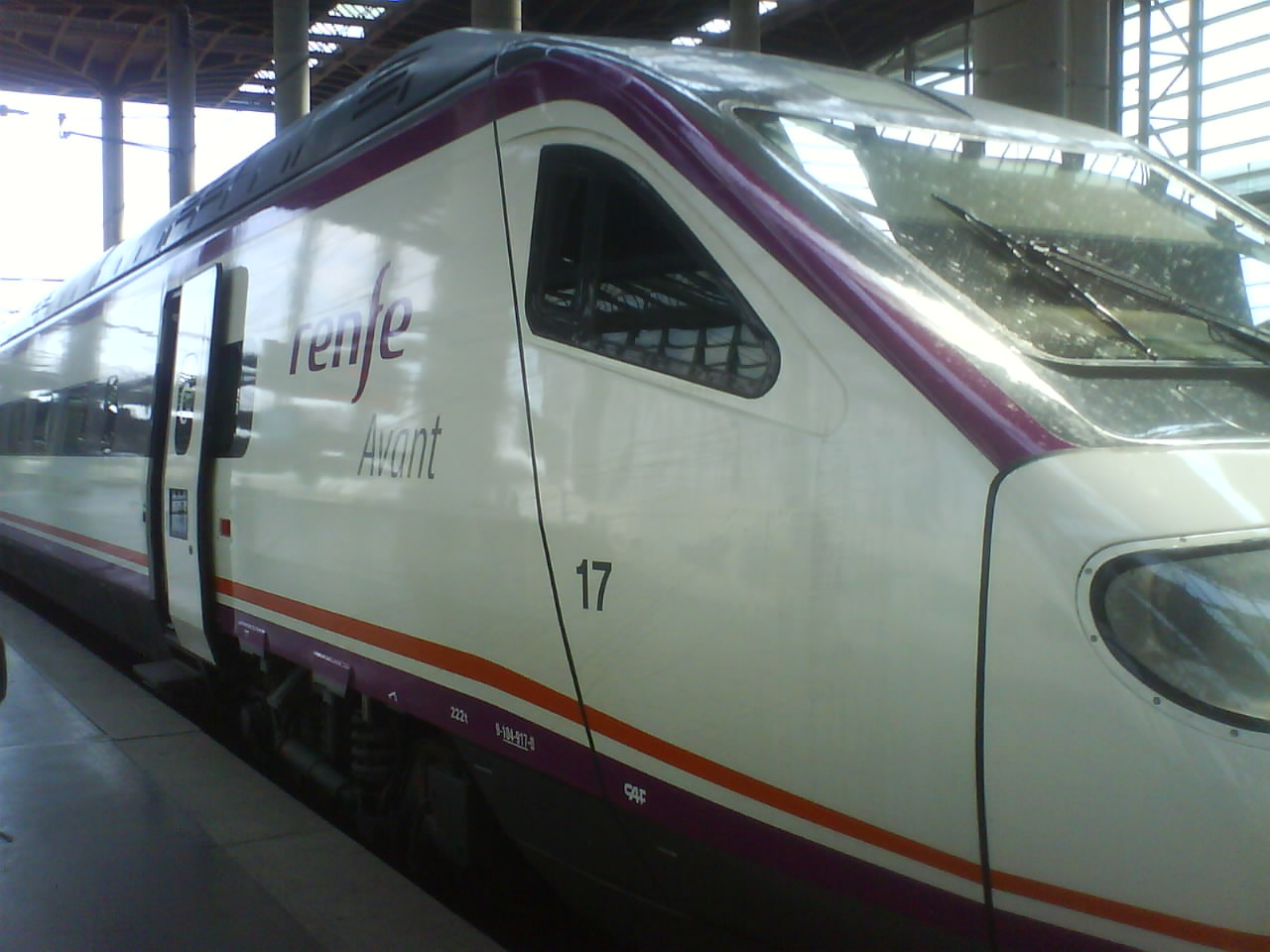
Avant

アバント（スペイン語: Renfe Avant）は、スペインの国営鉄道会社レンフェが運行する短距離の高速列車サービスである。以前のブランド名はLanzadera AVE(AVEシャトル)として知られていた。アバントは主に104系電車や120系電車の派生型の121系電車が使用されており、所要時間は概ね1時間30分以下となっている。1等車が31席、2等車が205席で構成されている。104系電車が登場する2004年までは100系が使用されていた。マドリード-トレド高速線が開業した、2005年以降104系が本格的に運用されるようになっている。

## 運行系統

運行系統

- アトーチャ駅 - シウダ・レアル(所要時間53分) - プエルトジャーノ(所要時間1時間13分)　104系で運用
- アトーチャ駅 - トレド(所要時間30分)　104系で運用
- セビリア＝サンタ・フスタ駅（スペイン語版） - コルドバ中央駅（スペイン語版）(所要時間35分) - Puente Genil(所要時間1時間12分) - アンテケーラ(1時間26分) - マラガ＝マリーア＝サンブラーノ駅（スペイン語版）(所要時間1時間55分)　104系で運用
- チャマルティン駅 - セゴビア＝ギオマール駅（スペイン語版）(所要時間35分) - バリャドリッド＝カンポ・グランデ駅（スペイン語版）(所要時間1時間10分)　121系で運用
- バルセロナ・サンツ駅 - カンポ＝デ＝タラゴナ駅（スペイン語版）(所要時間41分) - リェイダ＝ピリネウス駅（スペイン語版）(1時間15分)　104系で運用
- サラゴサ＝デリシアス駅（英語版） - カラタユー駅（英語版）(所要時間30分)　104系で運用
- サラゴサ＝デリシアス駅 - ウエスカ(所要時間42分)　104系で運用